# Omar Kabbaj
Omar Kabbaj (arabisch عمر قباج, DMG ʿUmar Qabbāǧ; * 15. August 1942 in Rabat) ist ein marokkanischer Ökonom und seit dem 22. Juni 2006 Berater des marokkanischen Königs Mohammed VI.

## Leben
Kabbaj studierte an der Wirtschaftshochschule École supérieure de commerce in Toulouse und schloss das Studium dort 1963 mit einem Diplom ab.
Er war vom 26. August 1995 bis zum 1. September 2005 zwei Legislaturperioden lang der 6. Präsident der Afrikanischen Entwicklungsbank. Während seiner Präsidentschaft wurde der Fokus vor allem auf die einzelnen Mitgliedsstaaten gelegt: die Einrichtung von Länderteams, die Ausrichtung, Synchronisierung und Weiterentwicklung mit der von den Ländern beabsichtigten Projekte, die Vorabverbesserung der Qualität und Standardisierung der Projekte sowie die Überwachung, Begleitung und Evaluierung von Projekten.